# Schweizer Radio und Fernsehen
Das Schweizer Radio und Fernsehen (SRF) ist ein Schweizer Medienunternehmen, das 2011 durch die Zusammenlegung von Schweizer Radio DRS und Schweizer Fernsehen entstand. Die neue Unternehmenseinheit der Schweizerischen Radio- und Fernsehgesellschaft (SRG) wurde damit zum grössten elektronischen Medienhaus der Deutschschweiz. SRF hat drei Hauptstudios: je eines in Basel, in Bern und in Zürich.

## Geschichte
Das Unternehmen Schweizer Radio und Fernsehen entstand am 1. Januar 2011 durch die Zusammenlegung der ehemals unabhängigen Unternehmen Schweizer Radio DRS und Schweizer Fernsehen (SF).
Seit dem 16. Dezember 2012 treten die Fernseh- und Radiosender als SRF auf; die Namen SF und SR DRS wurden schrittweise abgeschafft.
Im Februar 2025 teilte das SRF mit, dass aufgrund von Sparmassnahmen die Sommerpausen einzelner Sendungen verlängert und zu nutzungsschwachen Zeiten mehr Wiederholungen ausgestrahlt werden. Einzelne Sendungen, u. a. G&G – Gesichter und Geschichten, werden gestrichen. Beim Radio sind Sendungen wie Kontext oder das Wissenschaftsmagazin betroffen. Auch werden auf Radio SRF 4 News am Vormittag über zwei Stunden Livemoderationen gestrichen. Zudem werde die Produktion der Swiss Comedy Awards eingestellt. Die Umsetzung dieser Massnahmen erfolge schrittweise ab sofort bis Anfang 2026. Am 1. Juli 2025 teilte SRF mit, dass bis Ende 2025 weitere 66 Vollzeitstellen abgebaut werden.

## Organisation
Der unter dem Projektnamen «Medienkonvergenz SRG.D» durchgeführte Zusammenschluss ist der Deutschschweizer Teil des im März 2009 von der SRG beschlossenen Projekts «Medienkonvergenz und Wirtschaftlichkeit». Mit dem Projekt soll die Zusammenlegung der Unternehmenseinheiten je Sprachregion sowie eine engere Zusammenarbeit zwischen Radio, Fernsehen und Online umgesetzt werden.
Das Unternehmen verfügt insgesamt über sechs Programmabteilungen. Während die vier Abteilungen «Programme», «Kultur», «Sport» und «Unterhaltung» medienübergreifend organisiert sind, wurden im publizistischen Kernbereich für Radio und Fernsehen aus medienpolitischen Überlegungen zwei separate Chefredaktionen geschaffen. Ferner wurde die Produktion der Radio- und Fernsehsendungen sowie die bisher separat geführten IT-Bereiche im Technology and production center switzerland (tpc) konzentriert. Mit dem Kinderprogramm Zambo entstand im Unterhaltungsbereich bereits im August 2010 die erste Konvergenzproduktion.
Als Direktor des neuen Unternehmens wurde der bisherige Chefredaktor von Schweizer Radio DRS (Radiogesellschaft der deutschen und rätoromanischen Schweiz), Rudolf Matter, gewählt. Am 5. November 2018 wählte der Verwaltungsrat der Schweizerischen Radio- und Fernsehgesellschaft (SRG) Nathalie Wappler, damals Programmdirektorin des Mitteldeutschen Rundfunks (MDR), zur neuen Direktorin von SRF. Wappler ist nach Ingrid Deltenre, die das Schweizer Fernsehen (SF) von 2004 bis 2009 führte, die zweite Frau an der Spitze des (inzwischen mit dem Radio fusionierten) Schweizer Fernsehens. Im März 2019 trat Wappler ihre Stelle an.

## Sender

### Fernsehsender

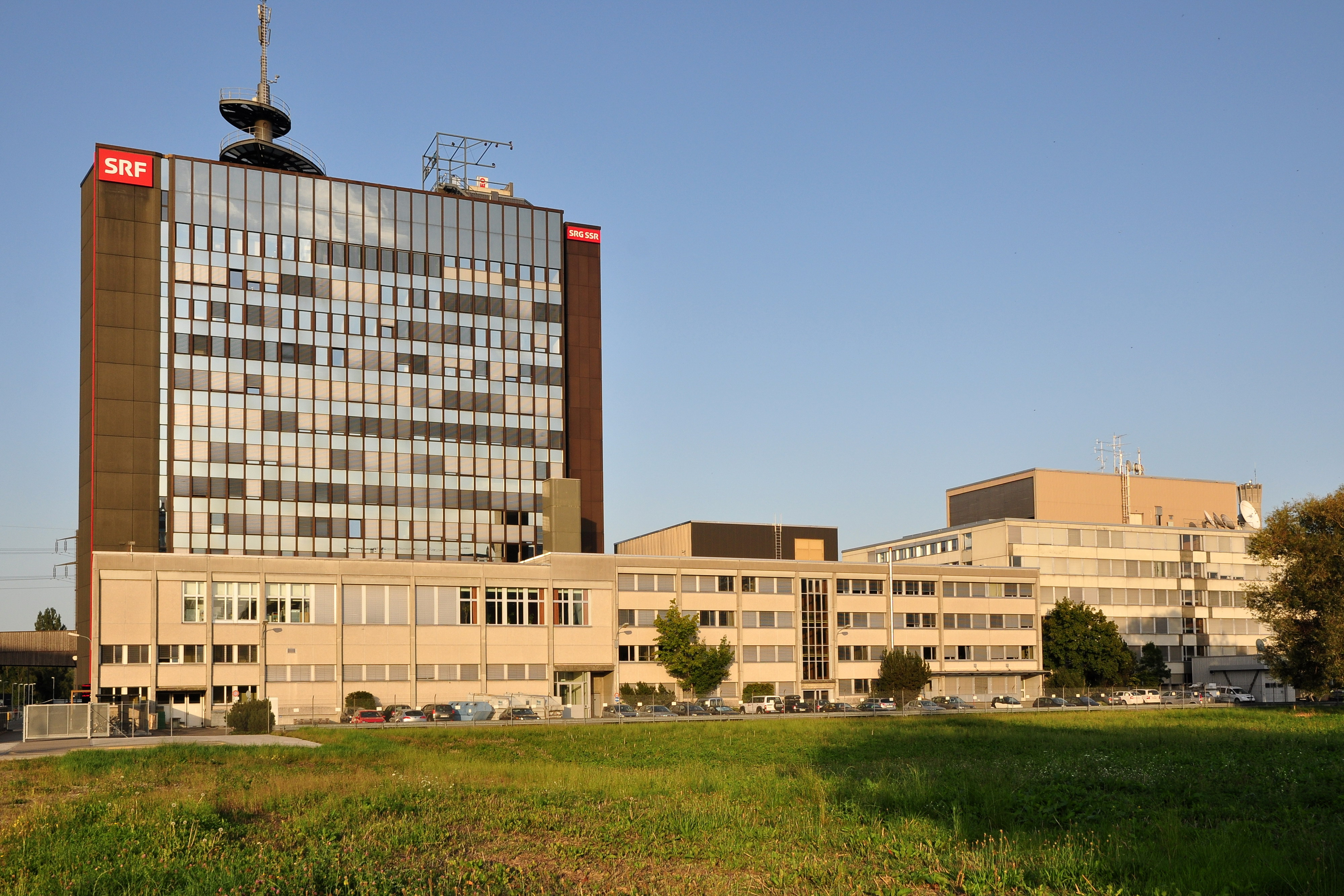
SRF-Fernsehstudio Zürich-Leutschenbach

Schweizer Radio und Fernsehen betreibt drei Fernsehsender:
| Schweizer Radio und Fernsehen (SRF) | Schweizer Radio und Fernsehen (SRF) | Schweizer Radio und Fernsehen (SRF)                                                           |
| Programmname                        | Logo                                | Programmtyp                                                                                   |
| ----------------------------------- | ----------------------------------- | --------------------------------------------------------------------------------------------- |
| SRF 1                               |                                     | Hauptsender                                                                                   |
| SRF zwei                            |                                     | Vor allem Sport und Unterhaltung                                                              |
| SRF info                            |                                     | Wiederholungskanal, insbesondere für Informationssendungen sowie Ereigniskanal auch für Sport |

### Radiosender

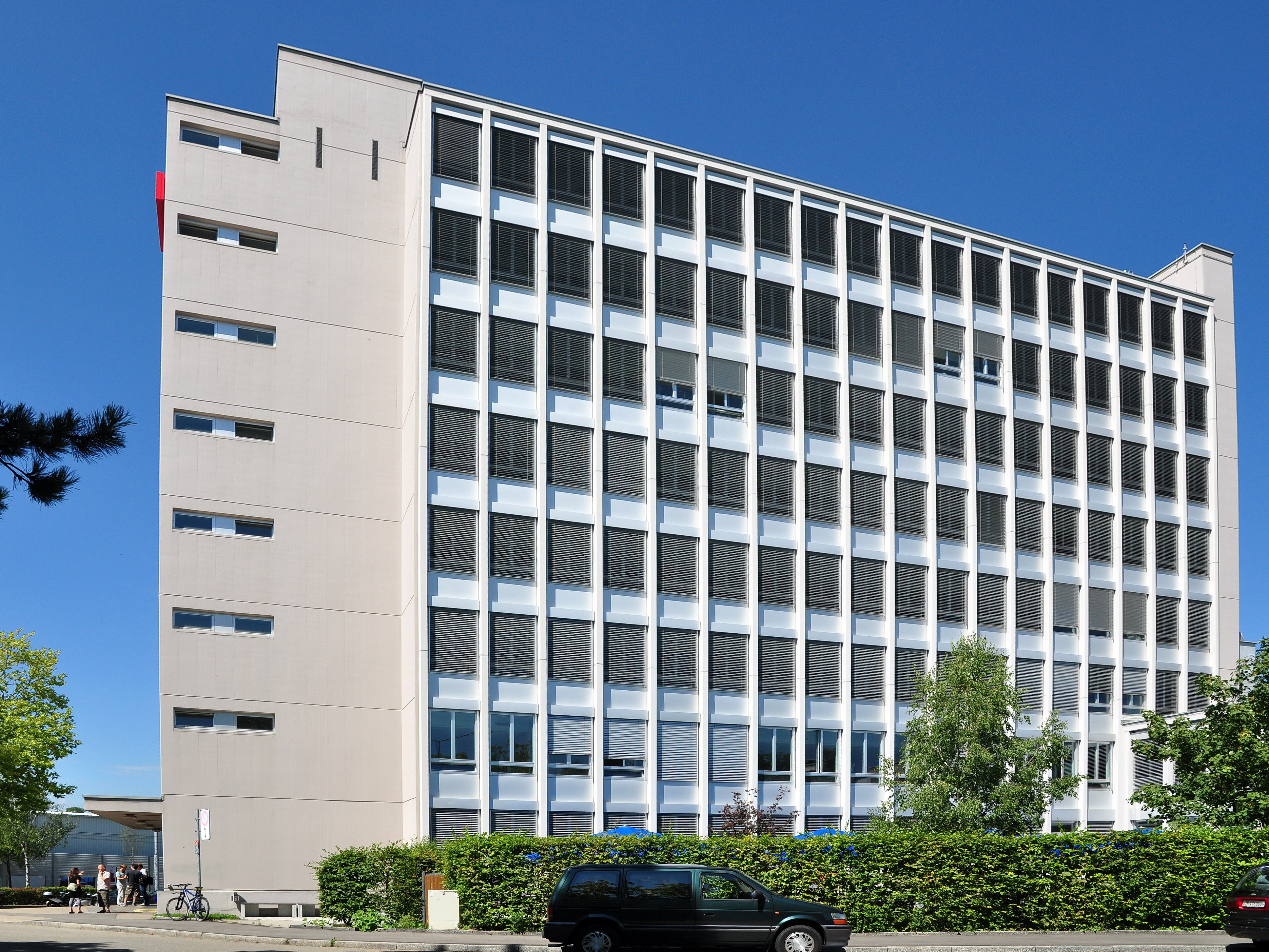
Ehemaliges SRF-Radiostudio Zürich-Brunnenhof

Zum Unternehmen gehören sechs Radiosender:
| Schweizer Radio und Fernsehen (SRF) | Schweizer Radio und Fernsehen (SRF) | Schweizer Radio und Fernsehen (SRF)                                                                                             |
| Programmname                        | Logo                                | Programmtyp |
| ----------------------------------- | ----------------------------------- | --- |
| Radio SRF 1                         |                                     | Programmschema, das in etwa einem Vollprogramm gleicht, der Fokus liegt auf (regionalen) Nachrichten, Unterhaltung und Popmusik |
| Radio SRF 2 Kultur                  |                                     | Kultur- und Wissenswelle für kultur- und bildungsnahes Publikum                                                                 |
| Radio SRF 3                         |                                     | Pop, Rock, Sport und Wirtschaft, Fokus auf jüngere Erwachsene                                                                   |
| Radio SRF 4 News                    |                                     | Aktuelle Nachrichten alle 30 Minuten, Tageszusammenfassungen, vertiefende Inhalte zum Tagesgeschehen                            |
| Radio SRF Virus                     |                                     | Jugendprogramm mit Pop, Dance, Hip-Hop                                                                                          |
| Radio SRF Musikwelle                |                                     | Volksmusik (vor allem Ländlermusik), Schlager                                                                                   |

Zusätzlich strahlt SRF über Swiss Satellite Radio die drei Musikspartenprogramme aus, die über DAB+, Satellit, Kabel und Internetradio empfangbar sind.
| Swiss Satellite Radio (SSatR) | Swiss Satellite Radio (SSatR) | Swiss Satellite Radio (SSatR) |
| Programmname                  | Logo                          | Programmtyp                   |
| ----------------------------- | ----------------------------- | ----------------------------- |
| Radio Swiss Pop               |                               | Pop                           |
| Radio Swiss Classic           |                               | Klassik                       |
| Radio Swiss Jazz              |                               | Jazz                          |

### Regionaljournal
Seit 1978 werden auf SRF1 täglich mehrere Ausgaben der Regionaljournale ausgestrahlt. Sie berichten über Ereignisse in den Regionen und Kantonen in den Bereichen Politik, Wirtschaft, Kultur und Sport. Es werden folgende Regionaljournals ausgestrahlt:
- Regionaljournal Zürich und Schaffhausen (Radiostudio Zürich)
- Regionaljournal Ostschweiz (Regionalstudio St. Gallen)
- Regionaljournal Zentralschweiz (Regionalstudio Luzern)
- Regionaljournal Basel (Radiostudio Basel)
- Regionaljournal Aargau und Solothurn (Regionalstudio Aarau)
- Regionaljournal Bern, Freiburg und Wallis (Radiostudio Bern)
- Regionaljournal Graubünden (Regionalstudio Chur)

Während der Ausstrahlung der Regionaljournale wurde das UKW-Sendernetz regional gesplittet. Über DAB+ werden alle Regionaljournale parallel in der ganzen Deutschschweiz ausgestrahlt. Es gibt somit ein SRF1 Ostschweiz, SRF1 Zentralschweiz etc.

### Kooperationen
SRF betreibt mit der ARD, dem ZDF und dem ORF den Fernsehsender 3sat. Im Nachrichten- und Unterhaltungsbereich arbeitet SRF eng mit ARD und ZDF zusammen. SRF liefert auch einzelne Sendungen für das deutsch-französische Kulturprogramm Arte. SRF beteiligt sich an mehreren Eurovisions-Sendungen.

### Externe TV-Anbieter
SRF bietet auch Sendezeiten für weitere TV-Anbieter in der Schweiz an:
- Radiotelevisiun Svizra Rumantscha sendet wöchentlich eineinhalb Stunden Programme in rätoromanischer Sprache mit Blick auf die rätoromanischen Schweizer vor allem im sprachlich aufgesplitterten Graubünden sowie zum rätoromanischen Publikum in der übrigen Schweiz und im Ausland.
- PresseTV (PTV) ist eine 1995 gegründete Aktiengesellschaft mit mehreren Sendefenstern beim SRF. Die Programminhalte werden von den schweizerischen Zeitungs- und Zeitschriftenverlagen Neue Zürcher Zeitung, Basler Zeitung, Ringier Axel Springer sowie von Development Company for Television Program produziert.
- Das gemeinsam von ERF Medien und Alphavision produzierte Fenster zum Sonntag und ausserdem eine regelmässige Magazin- sowie eine Interview- und Portrait-Sendung.

### YouTube-Kanäle
Bei YouTube betreibt SRF ein Multi-Channel-Network mit rund 9'000 Videos auf 18 Kanälen mit den Namen SRF Einstein, Studio 404, Clip und klar, Deville, Late Update, Nr. 47, SRF 3, SRF Archiv, SRF Comedy, SRF Digital, SRF DOK, SRF Kassensturz, SRF Kultur, SRF Musik, SRF Sport, SRF Virus, Tama Gotcha! sowie True Talk, SRG Insider und SRF Forward (Stand Februar 2020). Der Kanal Clip und klar ist vor allem für Kinder, und die Kanäle Youngbulanz und Studio 404 richten sich vorwiegend an Jugendliche, die Themen reichen von aktuellen Ereignissen über Comedy und Talk bis Sexualität.

## Empfang

### Linearer Empfang
Alle Fernseh- und Radiosender sind in fast der gesamten Schweiz über Kabel empfangbar. Über den Satelliten Hotbird werden die Sender europaweit ausgestrahlt, SRF 1 und SRF zwei senden jedoch verschlüsselt. Seit 2012 werden alle SRF-Radioprogramme auch auf DAB+ ausgestrahlt. Seit Anfang 2025 sind alle SRF-Radioprogramme nur noch via DAB+ und Internet erreichbar.
Die SRG beabsichtigt, ab 2024 etappenweise die Ausstrahlung ihrer Fernsehprogramme auf den UHD-Standard (auch 4K genannt) umzustellen. Die Programme werden dann in einer Auflösung vom 3840×2160 Pixeln zu sehen sein – bisher sendete die SRG in HD, also mit 720 Pixeln. Dadurch werden die Bilder deutlich schärfer und die Farben authentischer. Wann die SRG-Sender auch in den Kabelnetzen von Swisscom, UPC und Co. in UHD verbreitet werden, ist noch unklar. Diese dürften allerdings schnell reagieren und die SRG-Programme gleichzeitig in UHD und HD anbieten.

### Streaming
- Livestream: Alle Fernseh- und Radiosender von SRF sind in der Schweiz auf der SRF-Website als Livestream abrufbar, wobei die Radiosender auch ausserhalb der Schweiz empfangbar sind.[20][21]
- Play SRF: Unter diesem Titel können TV-Sendungen per Streaming abgerufen werden. Der Zugang ist möglich mittels HTTP-Streaming auf der Webseite Play SRF und mit der gleichnamigen kostenlosen Mobile App.[22] Radiosendungen stehen als Stream oder Podcast zur Verfügung, teilweise auch als Download,[23] darunter auch Hörspiele und Lesungen.[24]
- HbbTV: Die HbbTV-Mediathek von SRF trägt auch den Titel Play SRF und bietet seit dem 4. Dezember 2013 viele Sendungen von SRF 1 und SRF 2 in HD-Qualität an.[25]
- Play Suisse: Über diese Plattform können Schweizer Filme, Serien und Dokumentarfilme (Produktionen und Koproduktionen von SRF, RTS und RTR) kostenlos abgerufen werden. Es ist dazu eine Registrierung mit einem Schweizer Wohnsitz erforderlich. Zugang zu der Plattform ist möglich von der Schweiz aus und aus dem EU-Raum[26] über die gleichnamige Website[27] und die gleichnamige Mobile App, sowie über blueTV (von Swisscom), Apple TV, Android TV und Chromecast. Play Suisse wurde am 7. November 2020 gestartet.[28]
- SRF-Archiv: Grosse Teile der Eigenproduktionen aus dem SRF-Archiv – insbesondere ältere – sind als Stream abrufbar.[29][30]
- IPTV: Die TV-Programme von SRF sind über die gängigen IPTV-Anbieter als Live-Programm und Streaming verfügbar: Yallo TV (vormals Wilmaa), Teleboy, Zattoo, u. a., siehe Internet Protocol Television#IPTV-Anbieter.

## Studios

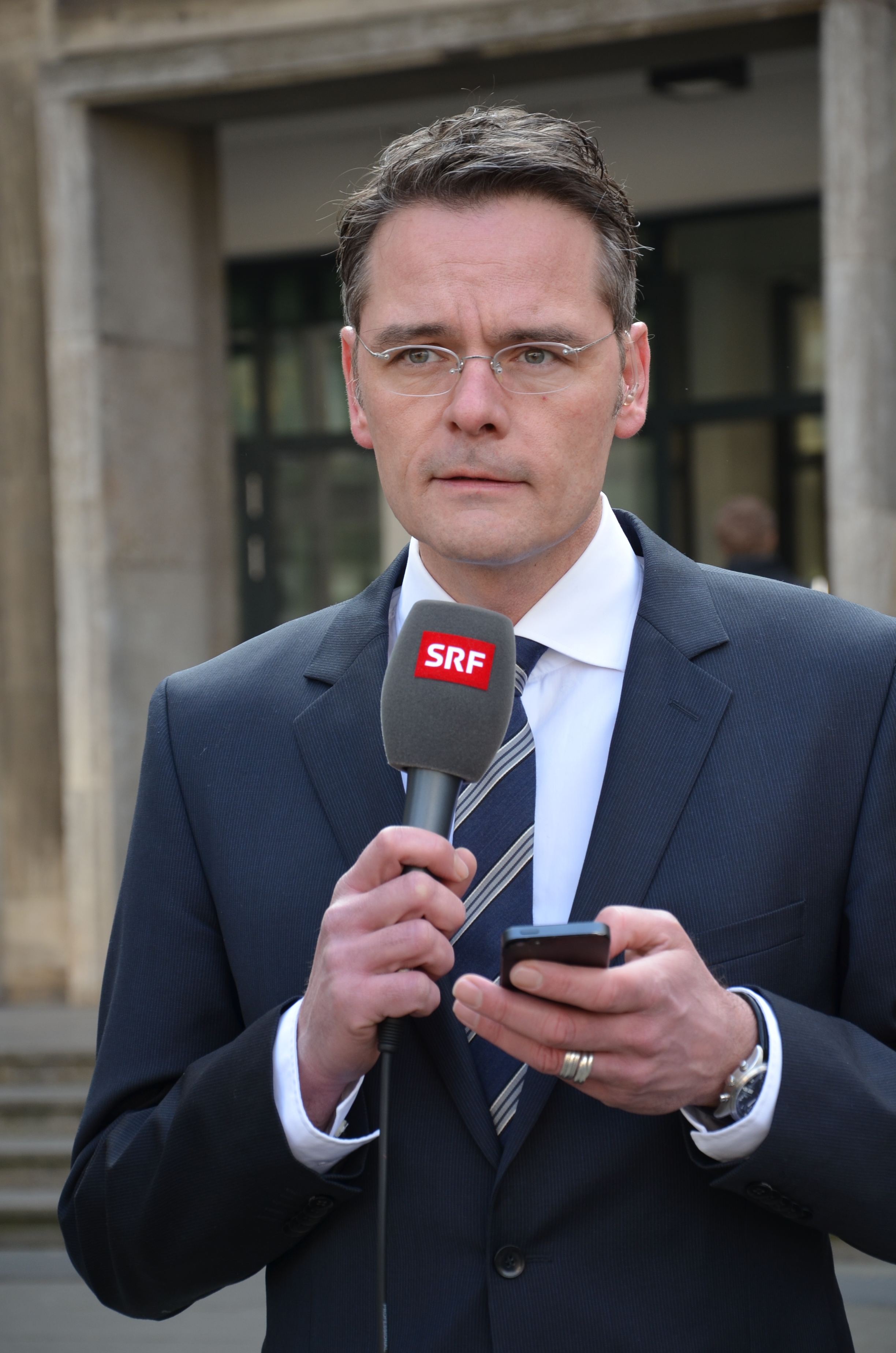
Stefan Reinhart, Deutschland-Korrespondent Chefredaktion TV für SRF, hier vor dem Landgericht Hannover am Tag des Freispruchs des deutschen Bundespräsidenten a. D. Christian Wulff

SRF verfügt über mehrere Studios. Die Fernsehproduktionen werden in den Studios Zürich Leutschenbach hergestellt. Diese Studios im Norden der Stadt wurden in den 1970er Jahren errichtet.
Die Radioproduktionen werden in drei Hauptstudios in Basel (im Meret Oppenheim Hochhaus), Bern und Zürich produziert, ausserdem in den vier Regionalstudios in Aarau, Chur, St. Gallen und Luzern. Das Studio Zürich war über viele Jahre im eigenen Gebäude «Brunnenhof» untergebracht und zog 2022 in die neue «Radio Hall» auf dem Gelände des Fernsehstudios Leutschenbach um. Die Radiosender Radio SRF 1, Radio SRF 3, Radio SRF Musikwelle und Radio SRF Virus werden grösstenteils in Zürich produziert. Radio SRF 2 Kultur wird im Studio Basel produziert. Die Radio-Nachrichtensendungen und Radio SRF 4 News werden im Studio Bern hergestellt. Aus allen sieben Radiostudios werden die Regionaljournale von Radio SRF 1 gesendet.
Mit den SRG-Schwesterneinheiten betreibt SRF das Studio Bundeshaus in Bern. Es ist ein modern eingerichtetes Fernseh- und Radiostudio für die Bundeshaus- und Regionalkorrespondenten.

## Technology and production center switzerland AG
Für die gesamte Technik und Produktion der Fernseh-, Radio- und Multimediabeiträge von Schweizer Radio und Fernsehen SRF in allen SRF-Studios war die SRG-Tochtergesellschaft Technology and production center switzerland (TPC Switzerland AG) verantwortlich. Im April 2019 entschied der Verwaltungsrat der SRG, das TPC zum 1. Januar 2020 zurück in die Unternehmenseinheit SRF zu überführen.

## Korrespondenten
Rund 40 fest stationierte und reisende Auslandkorrespondenten berichten für Radio und Fernsehen SRF aus sechs Kontinenten. Weitere 25 Korrespondenten berichten aus allen Teilen der Schweiz. Ein Teil der Korrespondenten ist freischaffend.